# Synod w Saint-Félix
Synod w Saint-Félix – synod katarski, jaki miał miejsce najprawdopodobniej w 1167 lub w 1175 w Saint-Félix-de-Caraman (dzisiejsze Saint-Félix-Lauragais).
Zjazdowi biskupów przewodniczył Nicetas, zwierzchnik konstantynopolitańskich bogomiłów, zaś jego pozostałymi uczestnikami byli katarscy biskupi działający w Europie Zachodniej: 
- Robert d'Épernon, noszący tytuł biskupa Francuzów
- Sicard Cellerier, biskup Albi
- Marc, nieznany z nazwiska, biskup Lombardii
- Bernard Raimond, biskup Tuluzy
- Guiraud Mercier, biskup Carcassonne
- Raimond de Casalis, biskup Agen

Przebieg soboru nie został ustalony z powodu faktu, że wszystkie jego dokumenty zostały zniszczone lub zagubione. Lista uczestników mogła zostać ustalona na podstawie dokumentu z 1223 odnalezionego przez Guillaume’a Besse’a, obecnie zagubionego. Najprawdopodobniej głównym zagadnieniem, jakim się zajmował, było ustalenie podziału administracyjnego Kościoła katarskiego na terytorium dzisiejszych Katalonii, Langwedocji i północnych Włoch.